# 斯威士兰共产党
斯威士兰共产党（缩写为CPS）是斯威士兰的一个不受当局认可的共产主义政党，政治立場為極左翼。2011年4月9日，该党成立于南非姆普马兰加省卡姆鲁什瓦。该党主张推翻斯威士兰国王姆斯瓦蒂三世的专制独裁统治以及君主制，成立斯威士兰共和国。
该党反对斯威士兰政府与中华民国保持外交关系，一直呼吁斯威士兰改与中华人民共和国建交。2022年8月5日，该党更发表声明严厉谴责了南希·佩洛西訪問台灣之舉，指其行徑直接转化为了对姆斯瓦蒂三世专制独裁统治的支持。